# Joel Mascoll
Joel Mascoll (* 26. Oktober 1974) ist ein ehemaliger vincentischer Leichtathlet.
Bei den Olympischen Sommerspielen 1996 nahm er an den 100-m-Wettbewerb teil und an der 4 × 100-m-Staffel. In den 100 m erreichte er 10,64 s, und schied somit in den Vorläufen aus. Seine persönliche Bestzeit war 10,33 s 1997. Das Team 4 × 100 m kam in den Vorläufen auf den 6. Platz mit 40,54 s.